# Campionati del mondo Ironman 70.3 del 2013
La gara valida per i Campionati del mondo Ironman 70.3 del 2013 si è svolta presso Lake Las Vegas nella città di Henderson in Nevada in data 8 settembre 2013. La competizione è stata sponsorizzata da United States Marine Corps e organizzata dalla World Triathlon Corporation.
La gara maschile ha visto riconfermarsi il tedesco Sebastian Kienle, mentre in quella femminile è prevalsa la statunitense Melissa Hauschildt.
Si è trattata della 8ª edizione dei campionati mondiali di Ironman 70.3, che si tengono annualmente dal 2006.

## Ironman 70.3 - Risultati dei Campionati

### Uomini
| Pos. | Tempo   | Nome              | Paese         | Ripartizione tempi | Ripartizione tempi | Ripartizione tempi | Ripartizione tempi | Ripartizione tempi |
| Pos. | Tempo   | Nome              | Paese         | Nuoto              | T1                 | Bici               | T2                 | Corsa              |
| ---- | ------- | ----------------- | ------------- | ------------------ | ------------------ | ------------------ | ------------------ | ------------------ |
|      | 3:54:02 | Sebastian Kienle  | Germania      | 0:25:38            | 2:27               | 2:10:10            | 0:57               | 1:14:50            |
|      | 3:56:06 | Terenzo Bozzone   | Nuova Zelanda | 0:24:36            | 2:20               | 2:14:31            | 1:01               | 1:13:38            |
|      | 3:56:55 | Joe Gambles       | Stati Uniti   | 0:24:48            | 2:29               | 2:14:06            | 1:03               | 1:14:29            |
| 4    | 3:57:36 | Andy Pottsl       | Stati Uniti   | 0:23:25            | 2:26               | 2:15:11            | 1:08               | 1:15:26            |
| 5    | 3:57:42 | Tim Reed          | Australia     | 0:24:47            | 2:25               | 2:14:15            | 1:08               | 1:15:07            |
| 6    | 3:57:48 | Kevin Collington  | Stati Uniti   | 0:23:50            | 2:30               | 2:15:27            | 1:03               | 1:14:58            |
| 7    | 3:58:17 | Leon Griffin      | Stati Uniti   | 0:24:58            | 2:25               | 2:14:12            | 1:05               | 1:15:35            |
| 8    | 3:59:36 | Timothy O'Donnell | Stati Uniti   | 0:23:33            | 2:22               | 2:16:11            | 0:57               | 1:16:32            |
| 9    | 3:59:42 | Tyler Butterfield | Bermuda       | 0:24:43            | 2:23               | 2:14:19            | 1:18               | 1:16:59            |
| 10   | 3:59:56 | Will Clarke       | Regno Unito   | 0:24:38            | 2:24               | 2:14:35            | 1:20               | 1:16:59            |

### Donne
| Pos. | Tempo   | Nome               | Paese       | Ripartizione tempi | Ripartizione tempi | Ripartizione tempi | Ripartizione tempi | Ripartizione tempi |
| Pos. | Tempo   | Nome               | Paese       | Nuoto              | T1                 | Bici               | T2                 | Corsa              |
| ---- | ------- | ------------------ | ----------- | ------------------ | ------------------ | ------------------ | ------------------ | ------------------ |
|      | 4:20:07 | Melissa Hauschildt | Stati Uniti | 0:29:19            | 2:49               | 2:25:08            | 1:14               | 1:21:37            |
|      | 4:25:19 | Heather Jackson    | Stati Uniti | 0:30:08            | 2:32               | 2:28:48            | 0:56               | 1:22:55            |
|      | 4:25:59 | Annabel Luxford    | Australia   | 0:25:59            | 2:52               | 2:28:38            | 1:06               | 1:27:24            |
| 4    | 4:27:50 | Catriona Morrison  | Regno Unito | 0:30:07            | 3:06               | 2:31:32            | 1:16               | 1:21:49            |
| 5    | 4:27:52 | Svenja Bazlen      | Germania    | 0:27:16            | 2:42               | 2:28:32            | 1:15               | 1:28:07            |
| 6    | 4:28:46 | Daniela Ryf        | Svizzera    | 0:28:31            | 2:49               | 2:28:48            | 1:08               | 1:27:30            |
| 7    | 4:29:59 | Lisa Hütthaler     | Austria     | 0:28:38            | 2:56               | 2:30:51            | 1:08               | 1:27:30            |
| 8    | 4:31:44 | Lisa Nordén        | Svezia      | 0:27:15            | 3:01               | 2:31:10            | 1:12               | 1:29:06            |
| 9    | 4:32:30 | Kelly Williamson   | Stati Uniti | 0:26:14            | 2:35               | 2:40:16            | 1:12               | 1:22:13            |
| 10   | 4:33:11 | Heather Wurtele    | Canada      | 0:28:36            | 2:57               | 2:34:51            | 1:14               | 1:25:33            |

## Ironman 70.3 - Risultati della serie
Le gare di qualifica al Campionato del mondo Ironman 70.3 si svolgono nei 12 mesi che precedono tale evento tra il 19 agosto 2012 e l'11 agosto 2013

### Uomini
| Evento           | Oro                  | Tempo    | Argento              | Tempo   | Bronzo                | Tempo   |
| Yeppoon          | Rasmus Henning       | 3: 49:42 | Samuel Betten        | 3:50:15 | Matty Bianco          | 3:55:18 |
| Timberman        | Joe Gambles          | 3:48:30  | Leon Griffin         | 3:50:53 | Kevin Collington      | 4:01:10 |
| Steelhead        | Daniel Bretscher     | 3:57:17  | Maria De Elias       | 4:00:42 | Zach Ruble            | 4:04:01 |
| Brazil           | Terenzo Bozzone      | 3:52:53  | Fabio Carvalho       | 3:53:59 | Igor Amorelli         | 3:54:01 |
| Salzburg         | Alessandro Degasperi | 3:46:06  | Daniel Fontana       | 3:48:01 | Alberto Casadei       | 3:49:22 |
| Ireland          | Jan Van Berkel       | 3:54:35  | Terenzo Bozzone      | 3:54:36 | Mike Aigroz           | 3:59:51 |
| Las Vegas        | Sebastian Kienle     | 3:54:45  | Craig Alexander      | 3:55:36 | Bevan Docherty        | 3:56:25 |
| Muskoka          | Tom Lowe             | 4:08:54  | Andrew Russell       | 4:11:00 | Cameron Good          | 4:11:33 |
| Cozumel          | Andi Böcherer        | 3:53:45  | Daniel Fontana       | 3:56:20 | Paul Ambrose          | 3:57:20 |
| Branson          | Andy Potts           | 4:04:23  | Ben Hoffman          | 4:08:23 | Mario De Elias        | 4:12:38 |
| Pays d'Aix       | Cyril Viennot        | 4:01:00  | Stéphane Poulat      | 4:02:03 | Hervé Banti           | 4:03:41 |
| Pocono Mountains | Jesse Thomas         | 3:49:41  | Jordan Jones         | 3:54:02 | Maik Twelsiek         | 3:55:01 |
| Augusta          | Maxim Kriat          | 3:49:14  | Nick Waninger        | 3:50:38 | Patrick Evo           | 3:52:29 |
| Mandurah         | Tim Berkel           | 3:39:59  | Tim Reed             | 3:41:45 | Ruedi Wild            | 3:43:30 |
| Port MacQuarie   | Clayton Fettell      | 3:50:15  | Tim Berkel           | 3:54:45 | James Bowstead        | 3:57:08 |
| Austin           | Andy Potts           | 3:51:29  | TJ Tollakson         | 3:52:07 | Chris McCormack       | 3:55:24 |
| Miami            | Terenzo Bozzone      | 3:42:17  | Jan Van Berkel       | 3:43:52 | Horst Reichel         | 3:44:14 |
| Taiwan           | Terenzo Bozzone      | 3:54:18  | Danylo Sapunov       | 4:02:15 | Michael Goehner       | 4:09:56 |
| Lanzarote        | Iván Raña            | 4:07:35  | Ronnie Schildknecht  | 4:11:27 | Boris Stein           | 4:12:59 |
| Shepparton       | Terenzo Bozzone      | 4:46:59  | Joseph Lampe         | 4:51:58 | Leon Griffin          | 4:53:39 |
| Phuket           | Chris McCormack      | 4:04:40  | Ruedi Wild           | 4:07:17 | Tim Meyer             | 4:07:32 |
| Canberra         | Tim Reed             | 3:40:13  | Joseph Lampe         | 3:42:57 | Michael Prince        | 3:46:15 |
| Pucón            | Reinaldo Colucci     | 4:04:12  | Daniel Fontana       | 4:04:15 | Felipe Van de Wyngard | 4:08:43 |
| Auckland         | Christian Kemp       | 3:56:03  | Bevan Docherty       | 3:56:37 | Clark Ellice          | 3:58:24 |
| South Africa     | Bart Aernouts        | 4:03:53  | Ronnie Schildknecht  | 4:06:23 | Tim Don               | 4:10:40 |
| Panama           | Oscar Galíndez       | 3:58:31  | Bevan Docherty       | 4:00:05 | Richie Cunningham     | 4:03:09 |
| Geelong          | Christian Kemp       | 3:47:21  | Luke Bell            | 3:47:53 | James Hodge           | 3:49:48 |
| San Juan         | Andrew Starykowicz   | 3:50:12  | Bertrand Billard     | 3:51:02 | Timothy O'Donnell     | 3:51:19 |
| California       | Andy Potts           | 3:49:45  | Jesse Thomas         | 3:49:55 | Andi Böcherer         | 3:51:56 |
| Texas            | Richie Cunningham    | 3:48:25  | Tim Berkel           | 3:51:36 | Chris McDonald        | 3:53:16 |
| New Orleans      | Andreas Raelert      | 3:46:54  | Trevor Wurtele       | 3:46:59 | Santiago Ascenço      | 3:50:38 |
| St. George       | Brent McMahon        | 3:51:10  | Kevin Collington     | 3:53:37 | Andy Potts            | 3:54:21 |
| St. Croix        | Richie Cunningham    | 4:10:29  | Will Clarke          | 4:13:27 | Clark Ellice          | 4:13:32 |
| Busselton        | Brad Kahlefeldt      | 3:45:39  | Tim Reed             | 3:46:29 | James Hodge           | 3:49:25 |
| Mallorca         | Eneko Llanos         | 3:52:36  | Bart Aernouts        | 3:52:54 | Andreas Raelert       | 3:54:53 |
| Florida          | Terenzo Bozzone      | 3:45:51  | Kevin Collington     | 3:47:12 | Dirk Bockel           | 3:48:16 |
| Austria*         | Bart Aernouts        | 3:22:35  | Andi Böcherer        | 3:24:45 | Eneko Llanos          | 3:26:44 |
| Hawaii           | Craig Alexander      | 4:05:43  | Paul Matthews        | 4:12:13 | Damon Barnett         | 4:14:14 |
| Japan            | James Hodge          | 3:50:58  | Ryosuke Yamamoto     | 3:52:17 | Yuichi Hosoda         | 3:56:13 |
| Raleigh          | Greg Bennett         | 3:51:24  | Paul Eicher          | 4:04:41 | Kyle Pawlaczyk        | 4:05:41 |
| Boise            | Bevan Docherty       | 3:52:55  | Brent McMahon        | 3:54:36 | Josh Amberger         | 3:57:09 |
| Pescara          | Horst Reichel        | 4:02:04  | Alessandro Degasperi | 4:03:12 | Manuel Küng           | 4:03:32 |
| Cairns           | Courtney Atkinson    | 3:56:34  | Brad Kahlefeldt      | 3:57:26 | Tim Reed              | 3:59:54 |
| Kansas           | Craig Alexander      | 3:51:26  | Daniel Bretscher     | 3:52:54 | James Hadley          | 3:59:07 |
| Eagleman         | Andy Potts           | 3:47:46  | James Cunnama        | 3:49:00 | Viktor Zyemtsev       | 3:53:24 |
| U.K.             | Ritchie Nicholls     | 4:15:04  | Tim Don              | 4:20:07 | Fraser Cartmell       | 4:20:30 |
| Syracuse         | Joe Gambles          | 4:02:58  | Sam Douglas          | 4:09:28 | John Polson           | 4:16:48 |
| Mont-Tremblant   | Trevor Wurtele       | 3:57:35  | Martin Jensen        | 3:58:28 | Sean Bechtel          | 3:59:08 |
| Buffalo Springs  | Greg Bennett         | 3:48:58  | Tim Reed             | 3:51:24 | Terenzo Bozzone       | 3:55:20 |
| Muncie           | Andrew Starykowicz   | 3:46:25  | Tyler Butterfield    | 3:49:22 | Callum Millward       | 3:50:07 |
| Norway           | Filip Ospalý         | 3:46:10  | Ritchie Nicholls     | 3:50:38 | Brad Kahlefeldt       | 3:53:42 |
| Vineman          | Bevan Docherty       | 3:45:10  | Tim Reed             | 3:47:14 | Terenzo Bozzone       | 3:47:21 |
| Lake Stevens     | Craig Alexander      | 3:55:23  | Luke Bell            | 3:55:59 | Elliot Holtham        | 3:59:40 |
| Racine           | Martin Jensen        | 3:47:05  | Andrew Starykowicz   | 3:48:34 | Ivan Vasil'ev         | 3:51:22 |
| Calgary          | Tim Don              | 3:42:21  | Trevor Wurtele       | 3:42:57 | Tyler Butterfield     | 3:43:38 |
| Philippines      | Courtney Atkinson    | 3:58:07  | Pete Jacobs          | 3:59:09 | David Dellow          | 4:02:22 |
| Steelhead        | David Kahn           | 3:55:57  | Daniel Bretscher     | 3:57:28 | Daniel Stubleski      | 3:58:39 |
| Boulder          | Joe Gambles          | 3:44:41  | Greg Bennett         | 3:46:23 | Callum Millward       | 3:47:53 |
| Wiesbaden        | Ritchie Nicholls     | 3:56:55  | Jan Frodeno          | 3:57:35 | Alessandro Degasperi  | 4:00:14 |

### Donne
| Evento           | Oro                | Tempo   | Argento            | Tempo   | Bronzo             | Tempo   |
| Yeppoon          | Lisa Marangon      | 4:17:27 | Sarah Crowley      | 4:24:21 | Kristy Hallett     | 4:30:41 |
| Timberman        | Heather Wurtele    | 4:20:48 | Caitlin Snow       | 4:21:01 | Linsey Corbin      | 4:23:50 |
| Steelhead        | Jessica Jacobs     | 4:24:43 | Lesley Smith       | 4:28:38 | Mandy McLane       | 4:29:03 |
| Brazil           | Valentina Prieto   | 4:37:20 | Suzana Festner     | 4:39:50 | Carla Moreno       | 4:43:49 |
| Salzburg         | Gina Crawford      | 4:13:24 | Sonja Tajsich      | 4:14:07 | Ewa Bugdol         | 4:20:15 |
| Ireland          | Tine Deckers       | 4:24:35 | Eimear Mullan      | 4:42:03 | Jennifer Duffy     | 4:53:24 |
| Las Vegas        | Leanda Cave        | 4:28:05 | Kelly Williamson   | 4:29:24 | Heather Jackson    | 4:32:32 |
| Muskoka          | Rachel Joyce       | 4:34:47 | Tenille Hoogland   | 4:44:10 | Michelle Vesterby  | 4:48:10 |
| Cozumel          | Liz Blatchford     | 4:14:31 | Melissa Hauschildt | 4:18:36 | Yvonne Van Vlerken | 4:22:10 |
| Branson          | Jenny Fletcher     | 4:57:03 | Nina Kraft         | 4:57:33 | Caroline Gregory   | 5:06:38 |
| Pays d'Aix       | Mary Beth Ellis    | 4:25:17 | Jeanne Collonge    | 4:25:17 | Sophie De Groote   | 4:29:26 |
| Pocono Mountains | Tenille Hoogland   | 4:23:52 | Amber Ferreira     | 4:30:35 | Beth Shutt         | 4:30:57 |
| Augusta          | Melissa Hauschildt | 4:06:56 | Emma-Kate Lidbury  | 4:13:07 | Tamara Kozulina    | 4:20:15 |
| Mandurah         | Melissa Hauschildt | 4:03:55 | Liz Blatchford     | 4:04:45 | Radka Vodickova    | 4:08:59 |
| Port MacQuarie   | Britta Martin      | 4:32:26 | Rebecca Hoschke    | 4:37:07 | Kat Baker          | 4:39:41 |
| Austin           | Rachel McBride     | 4:20:53 | Yvonne Van Vlerken | 4:24:03 | Tenille Hoogland   | 4:25:07 |
| Miami            | Leanda Cave        | 4:07:27 | Lisa Huetthaler    | 4:08:48 | Margaret Shapiro   | 4:09:47 |
| Taiwan           | Keiko Tanaka       | 4:29:10 | Belinda Granger    | 4:39:06 | Jenny Li           | 4:09:47 |
| Lanzarote        | Danne Boterenbrood | 4:40:05 | Sophie De Groote   | 4:41:55 | Sonja Tajsich      | 4:44:03 |
| Shepparton       | Rebekah Keat       | 4:16:17 | Lisa Marangon      | 4:22:47 | Katherine Baker    | 4:27:37 |
| Phuket           | Melissa Hauschildt | 4:23:30 | Radka Vodickova    | 4:31:26 | Belinda Granger    | 4:41:53 |
| Canberra         | Annabel Luxford    | 4:04:25 | Anna Cleaver       | 4:10:35 | Sarah Crowley      | 4:14:59 |
| Pucón            | Valentina Carvallo | 4:39:43 | Sarah Piampiano    | 4:53:36 | Federica Frontini  | 5:26:02 |
| Auckland         | Annabel Luxford    | 4:19:19 | Caroline Steffen   | 4:25:16 | Meredith Kessler   | 4:29:25 |
| South Africa     | Jodie Swallow      | 4:34:29 | Susie Hignett      | 4:43:38 | Lucie Zelenkova    | 4:44:19 |
| Panama           | Heather Wurtele    | 4:21:22 | Camilla Pedersen   | 4:25:11 | Kelly Williamson   | 4:29:09 |
| Geelong          | Melissa Hauschildt | 4:11:20 | Emma Moffatt       | 4:12:36 | Anna Cleave        | 4:24:03 |
| San Juan         | Helle Frederiksen  | 4:11:35 | Svenja Bazlen      | 4:13:24 | Camilla Pedersen   | 4:19:00 |
| California       | Heather Jackson    | 4:13:48 | Heather Wurtele    | 4:16:11 | Lesley Paterson    | 4:17:46 |
| Texas            | Emma-Kate Lidbury  | 4:13:54 | Kelly Williamson   | 4:16:06 | Caitlin Snow       | 4:17:40 |
| New Orleans      | Haley Chura        | 4:18:20 | Amy Marsh          | 4:20:39 | Kristin Andrews    | 4:22:59 |
| St. George       | Meredith Kessler   | 4:17:11 | Svenja Bazlen      | 4:18:46 | Heather Wurtele    | 4:20:26 |
| St. Croix        | Catriona Morrison  | 4:38:56 | Joanna Lawn        | 4:44:00 | Maria Csesnik      | 4:45:48 |
| Busselton        | Liz Blatchford     | 4:19:07 | Kate Bevilaqua     | 4:22:22 | Anna Ross          | 4:24:09 |
| Mallorca         | Lisa Hütthaler     | 4:24:25 | Yvonne Van Vlerken | 4:27:17 | Lucy Gossage       | 4:30:03 |
| Florida          | Mary Beth Ellis    | 4:14:03 | Mandy McLane       | 4:19:10 | Joanna Lawn        | 4:20:51 |
| Austria          | Lisa Hütthaler     | 3:49:55 | Eva Nyström        | 3:51:30 | Yvonne Van Vlerken | 3:51:35 |
| Hawaii           | Belinda Granger    | 4:44:46 | Laura Siddall      | 4:45:56 | Julia Grant        | 4:46:46 |
| Japan            | Ai Ueda            | 4:18:26 | Chihiro Ikeno      | 4:28:17 | Jenny Li           | 4:29:27 |
| Raleigh          | Laura Bennett      | 4:17:18 | Emma-Kate Lidbury  | 4:21:14 | Melanie McQuaid    | 4:26:56 |
| Boise            | Liz Lyles          | 4:10:19 | Heather Jackson    | 4:17:42 | Uli Brömme         | 4:42:07 |
| Pescara          | Erika Csomor       | 4:33:13 | Tamsin Lewis       | 4:33:39 | Michi Herlbauer    | 4:40:25 |
| Cairns           | Kym Jaenke         | 4:38:28 | Samantha Warriner  | 4:39:19 | Kiyomi Niwata      | 4:40:25 |
| Kansas           | Emma-Kate Lidbury  | 4:15:39 | Danielle Kehoe     | 4:21:47 | Mandy McLane       | 4:23:46 |
| Eagleman         | Angela Naeth       | 4:14:06 | Laura Bennett      | 4:17:21 | Amber Ferreira     | 4:22:26 |
| U.K.             | Eimear Mullan      | 4:56:59 | Holly Lawrence     | 4:58:01 | Kristin Möller     | 5:02:33 |
| Syracuse         | Lisa Nordén        | 4:24:37 | Heather Leiggi     | 4:47:26 | Molly Roohi        | 4:47:41 |
| Mont-Tremblant   | Linsey Corbin      | 4:26:05 | Magali Tisseyre    | 4:29:47 | Melanie McQuaid    | 4:36:13 |
| Buffalo Springs  | Angela Naeth       | 4:16:08 | Laura Bennett      | 4:21:38 | Amy Marsh          | 4:22:03 |
| Muncie           | Magali Tisseyre    | 4:12:59 | Kate Bevilaqua     | 4:22:52 | Nina Kraft         | 4:25:44 |
| Norway           | Lisa Huetthaler    | 4:12:11 | Catriona Morrison  | 4:15:13 | Mette Moe          | 4:21:01 |
| Vineman          | Meredith Kessler   | 4:13:18 | Heather Jackson    | 4:15:09 | Amy Marsh          | 4:19:45 |
| Lake Stevens     | Meredith Kessler   | 4:18:05 | Melanie McQuaid    | 4:23:22 | Kate Bevilaqua     | 4:33:42 |
| Racine           | Angela Naeth       | 4:15:00 | Mirinda Carfrae    | 4:15:51 | Catriona Morrison  | 4:16:04 |
| Calgary          | Heather Wurtele    | 4:11:42 | Rachel McBride     | 4:13:49 | Mandy McLane       | 4:14:11 |
| Philippines      | Caroline Steffen   | 4:16:12 | Bree Wee           | 4:27:49 | Belinda Granger    | 4:33:50 |
| Steelhead        | Caitlin Snow       | 4:13:53 | Radka Vodickova    | 4:16:44 | Melanie McQuaid    | 4:26:08 |
| Boulder          | Melissa Hauschildt | 4:04:36 | Leanda Cave        | 4:17:26 | Amanda Stevens     | 4:17:59 |
| Wiesbaden        | Daniela Ryf        | 4:31:34 | Annabel Luxford    | 4:32:43 | Catriona Morrison  | 4:36:27 |

## La serie
La serie di gare su distanza Ironman 70.3 del 2013 include n. 61 competizioni che consentono di ottenere la qualifica per i Campionati del Mondo Ironman 70.3 del 2013.
I Triatleti professionisti si qualificano per la gara dei Campionati del Mondo Ironman 70.3 del 2013, mediante una classifica a punti che accumulano partecipando alle gare previste durante l'anno. Vengono sommati i punti delle migliori 5 gare per ogni atleta. I primi 50 triatleti e le prime 35 triatlete nella classifica pro si qualificano per la gara dei Campionati del Mondo Ironman 70.3 del 2013. Gli atleti professionisti possono anche beneficiare di premi in denaro ad ogni evento di qualificazione, premi che variano da 15000 $ a 200000 $.
I Triatleti amatoriali possono qualificarsi per la gara dei Campionati del Mondo Ironman 70.3 del 2013, guadagnando uno slot in una delle gare previste durante l'anno. Alle gare di qualifica gli slot sono assegnati a ciascuna categoria di età, sia uomini che donne. Il numero degli slot è proposto sulla base di una quota proporzionale degli iscritti a tale categoria rispetto al totale dei partecipanti. Ad ogni categoria di età viene provvisoriamente assegnato uno slot di qualifica in ciascuna gara.
Alcune competizioni servono anche come gare di qualifica per il Campionato del Mondo Ironman alle Hawaii.
| Data              | Evento                                   | Località                                                    |
| ----------------- | ---------------------------------------- | ----------------------------------------------------------- |
| 19 agosto 2012    | Ironman 70.3 Yeppoon                     | Yeppoon, Queensland, Australia                              |
| 19 agosto 2012    | Ironman 70.3 Timberman                   | Gilford, New Hampshire, Stati Uniti d'America               |
| 19 agosto 2012    | Ironman 70.3 Steelhead                   | Benton Harbor, Michigan, Stati Uniti d'America              |
| 25 agosto 2012    | Ironman 70.3 Brazil                      | Penha, Santa Catarina, Brasile                              |
| 26 agosto 2012    | Ironman 70.3 Salzburg                    | Salisburgo, Austria                                         |
| 2 settembre 2012  | Ironman 70.3 Ireland                     | Galway, Irlanda                                             |
| 9 settembre 2012  | Ironman 70.3 World Championship          | Las Vegas, Nevada, Stati Uniti d'America                    |
| 9 settembre 2012  | Ironman 70.3 Muskoka                     | Huntsville, Ontario, Canada                                 |
| 23 settembre 2012 | Ironman 70.3 Cozumel                     | Cozumel, Quintana Roo, Messico                              |
| 23 settembre 2012 | Ironman 70.3 Branson                     | Branson, Missouri, Stati Uniti d'America                    |
| 23 settembre 2012 | Ironman 70.3 Pays d'Aix                  | Aix-en-Provence, Francia                                    |
| 30 settembre 2012 | Ironman 70.3 Pocono Mountains            | Stroudsburg, Pennsylvania, Stati Uniti d'America            |
| 30 settembre 2012 | Ironman 70.3 Augusta                     | Augusta, Georgia Stati Uniti d'America                      |
| 21 ottobre 2012   | Ironman 70.3 Mandurah                    | Mandurah, Peel, Australia                                   |
| 28 ottobre 2012   | Ironman 70.3 Port MacQuarie              | Port Macquarie, Nuovo Galles del Sud, Australia             |
| 28 ottobre 2012   | Ironman 70.3 Austin                      | Austin, Texas, Stati Uniti d'America                        |
| 28 ottobre 2012   | Ironman 70.3 Miami                       | Miami, Florida, Stati Uniti d'America                       |
| 4 novembre 2012   | Ironman 70.3 Taiwan                      | Hengchun, Taiwan                                            |
| 10 novembre 2012  | Ironman 70.3 Lanzarote                   | Lanzarote, Spagna                                           |
| 11 novembre 2012  | Ironman 70.3 Shepparton                  | Shepparton, Victoria, Australia                             |
| 2 dicembre 2012   | Ironman 70.3 Phuket                      | Phuket, Thailandia                                          |
| 16 dicembre 2012  | Ironman 70.3 Canberra                    | Canberra, Territorio della Capitale, Australia              |
| 13 gennaio 2013   | Ironman 70.3 Pucon                       | Pucón, Cile                                                 |
| 20 gennaio 2013   | Ironman 70.3 Asia Pacific Championship†† | Auckland, Nuova Zelanda                                     |
| 20 gennaio 2013   | Ironman 70.3 South Africa                | Municipalità metropolitana di Buffalo City, Sudafrica       |
| 3 febbraio 2013   | Ironman 70.3 Latin American Championship | Panama, Panama                                              |
| 10 febbraio 2013  | Geelong Long Course Tri                  | Geelong, Victoria, Australia                                |
| 17 marzo 2013     | Ironman 70.3 San Juan                    | San Juan, Porto Rico                                        |
| 30 marzo 2013     | Ironman 70.3 California                  | Oceanside, California, Stati Uniti d'America                |
| 7 aprile 2013     | Ironman 70.3 Texas                       | Austin, Texas, Stati Uniti d'America                        |
| 21 aprile 2013    | Ironman 70.3 New Orleans                 | New Orleans, Louisiana, Stati Uniti d'America               |
| 4 maggio 2013     | Ironman 70.3 U.S. Pro Championship       | St. George, Utah, Stati Uniti d'America                     |
| 5 maggio 2013     | Ironman 70.3 St. Croix††                 | Saint Croix, Isole Vergini Americane, Stati Uniti d'America |
| 11 maggio 2013    | Ironman 70.3 Busselton                   | Busselton, South West, Australia                            |
| 11 maggio 2013    | Ironman 70.3 Mallorca                    | Alcúdia, Spagna                                             |
| 19 maggio 2013    | Ironman 70.3 Florida                     | Haines City, Florida, Stati Uniti d'America                 |
| 26 maggio 2013    | Ironman 70.3 Austria                     | Sankt Pölten, Austria                                       |
| 1º giugno 2013    | Ironman 70.3 Hawaii††                    | Kohala, Isola di Hawaii, Stati Uniti d'America              |
| 2 giugno 2013     | Ironman 70.3 Japan††                     | Tokoname, Giappone                                          |
| 2 giugno 2013     | Ironman 70.3 Switzerland†††              | Rapperswil-Jona, Svizzera                                   |
| 2 giugno 2013     | Ironman 70.3 Raleigh                     | Raleigh, Carolina del Nord, Stati Uniti d'America           |
| 8 giugno 2013     | Ironman 70.3 Boise                       | Boise, Idaho, Stati Uniti d'America                         |
| 9 giugno 2013     | Ironman 70.3 Pescara                     | Pescara, Italia                                             |
| 9 giugno 2013     | Ironman 70.3 Cairns                      | Cairns, Queensland, Australia                               |
| 9 giugno 2013     | Ironman 70.3 Kansas                      | Lawrence, Kansas, Stati Uniti d'America                     |
| 9 giugno 2013     | Ironman 70.3 Eagleman††                  | Cambridge, Maryland, Stati Uniti d'America                  |
| 16 giugno 2013    | Ironman 70.3 Berlin‡                     | Berlino, Germania                                           |
| 16 giugno 2013    | Ironman 70.3 U.K.                        | Wimbleball Lake, Regno Unito                                |
| 23 giugno 2013    | Ironman 70.3 Syracuse                    | Syracuse, New York, Stati Uniti d'America                   |
| 23 giugno 2013    | Ironman 70.3 Mont Tremblant              | Mont-Tremblant, Québec, Canada                              |
| 30 giugno 2013    | Ironman 70.3 Buffalo Springs Lake‡       | Lubbock, Texas, Stati Uniti d'America                       |
| 13 luglio 2013    | Ironman 70.3 Muncie                      | Muncie, Indiana, Stati Uniti d'America                      |
| 13 luglio 2013    | Ironman 70.3 Norway                      | Haugesund, Norvegia                                         |
| 21 luglio 2013    | Ironman 70.3 Vineman                     | Contea di Sonoma, California, Stati Uniti d'America         |
| 21 luglio 2013    | Ironman 70.3 Lake Stevens                | Lake Stevens, Washington, Stati Uniti d'America             |
| 21 luglio 2013    | Ironman 70.3 Racine                      | Racine, Wisconsin, Stati Uniti d'America                    |
| 28 luglio 2013    | Ironman 70.3 Calgary                     | Calgary, Alberta, Canada                                    |
| 4 agosto 2013     | Ironman 70.3 Philippines                 | Provincia di Cebu, Filippine                                |
| 4 agosto 2013     | Ironman 70.3 Steelhead                   | Benton Harbor, Michigan, Stati Uniti d'America              |
| 4 agosto 2013     | Ironman 70.3 Boulder                     | Boulder, Colorado, Stati Uniti d'America                    |
| 11 agosto 2013    | Ironman 70.3 European Championship       | Wiesbaden, Germania                                         |

†† Evento di qualifica anche per la gara dei Campionati del mondo Ironman 2013
‡ Evento di qualifica anche per la gara dei Campionati del mondo Ironman 2013 handbyke
††† Gara annullata

## Medagliere competizioni
| Pos. | Paese         | Oro | Argento | Bronzo |    |
| ---- | ------------- | --- | ------- | ------ | -- |
| 1    | Australia     | 30  | 28      | 21     | 79 |
| 2    | Stati Uniti   | 23  | 28      | 28     | 79 |
| 3    | Regno Unito   | 13  | 12      | 8      | 33 |
| 4    | Canada        | 11  | 7       | 7      | 25 |
| 5    | Nuova Zelanda | 9   | 6       | 10     | 25 |
| 6    | Germania      | 4   | 6       | 11     | 21 |
| 7    | Svizzera      | 3   | 5       | 3      | 11 |
| 8    | Danimarca     | 3   | 2       | 2      | 7  |
| 9    | Belgio        | 3   | 2       | 1      | 6  |
| 10   | Austria       | 3   | 1       | 1      | 5  |
| 11   | Giappone      | 2   | 2       | 2      | 6  |
| 12   | Cile          | 2   | 0       | 1      | 3  |
| 13   | Spagna        | 2   | 0       | 1      | 3  |
| 14   | Italia        | 1   | 4       | 2      | 7  |
| 15   | Francia       | 1   | 3       | 1      | 5  |
| 16   | Brasile       | 1   | 2       | 3      | 6  |
| 17   | Rep. Ceca     | 1   | 2       | 2      | 5  |
| 18   | Paesi Bassi   | 1   | 2       | 2      | 5  |
| 19   | Ucraina       | 1   | 1       | 2      | 4  |
| 20   | Argentina     | 1   | 1       | 1      | 3  |
| 21   | Irlanda       | 1   | 1       | 1      | 3  |
| 22   | Svezia        | 1   | 1       | 0      | 2  |
| 23   | Ungheria      | 1   | 0       | 0      | 1  |
| 24   | Bermuda       | 0   | 1       | 0      | 1  |
| 25   | Sudafrica     | 0   | 1       | 0      | 1  |
| 26   | Polonia       | 0   | 0       | 2      | 2  |
| 27   | Taiwan        | 0   | 0       | 2      | 2  |
| 28   | Lussemburgo   | 0   | 0       | 1      | 1  |
| 29   | Norvegia      | 0   | 0       | 1      | 1  |
| 30   | Russia        | 0   | 0       | 1      | 1  |
| 31   | Uruguay       | 0   | 0       | 1      | 1  |